# لوجستيات طبية

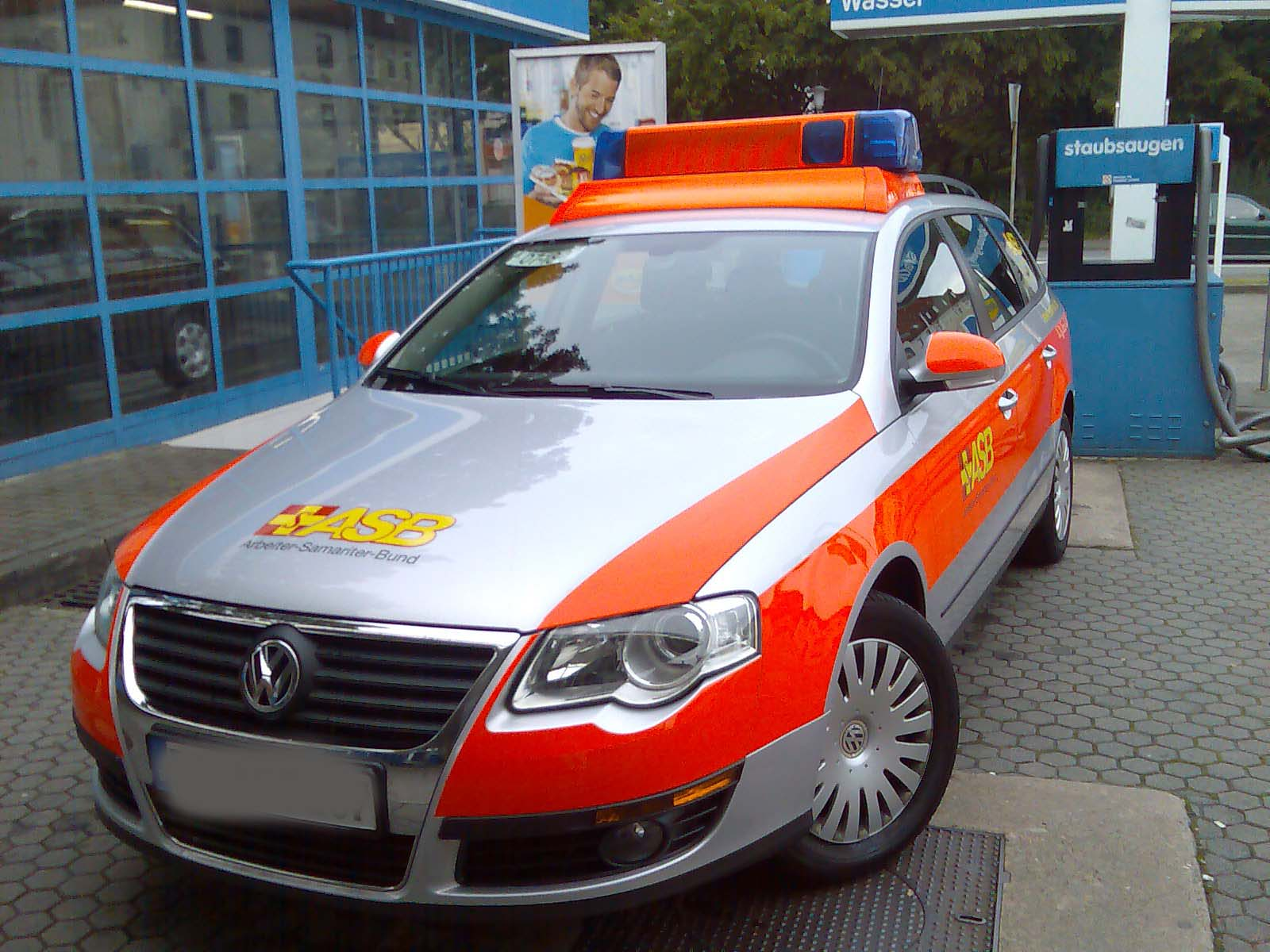

 اللوجيستيات الطبية هي اللوجستيات الخاصة بالأدوية والمستلزمات الطبية والجراحية والأجهزة والمعدات الطبية وغيرها من المنتجات اللازمة لدعم الأطباء والممرضين وغيرهم من مقدمي الرعاية الصحية ورعاية الاسنان.وذلك لأن عملائها النهائيين مسؤولين عن حياة المرضى وصحتهم فان الخدمات اللوجستية فريدة من نوعها حيث تسعى إلى تحسين الكفاءة بدلا من الفعالية.

## تعريفها وأهميتها
تشكل وظائف اللوجستيات الطبية جزءاً مهما من نظام الرعاية الصحية ووفقاً لتكاليف العاملين تعد اللوازم الطبية هي المكون الأكثر تكلفة للرعاية الصحية ولتقليل تكاليف قطاع الرعاية الصحية، يتبنى مقدموا الخدمات اللوجستية الطبية نظريات إدارة سلسلة التوريد، وينقسم هذا المخطط التنظيمي إلى ثلاثة مجالات رئيسية على النحو التالي:
1-المواد الطبية 
2-الهندسة الطبية الحيوية (BMET)أو الهندسة سريرية
3-إدارة المرافق 
يديرهذه المجالات مديرمؤهل للوجستيات ويتصف بخلفية تربوية في درجة الدراسات العليا (ماجستير إدارة الاعمال أو ماجستير العلوم)